# Macotera
Macotera és un municipi de la província i diòcesi de Salamanca, Castella i Lleó (Espanya).